# Renwez
Renwez ist eine französische Gemeinde mit 1.637 Einwohnern (Stand 1. Januar 2022) im Département Ardennes in der Region Grand Est. 

## Lage
Die Gemeinde liegt im 2011 gegründeten Regionalen Naturpark Ardennen. Hier ist auch die Parkverwaltung mit dem Maison du Parc angesiedelt.
Der Bahnhof Lonny-Renvez lag an der Bahnstrecke Charleville-Mézières–Hirson.

## Bevölkerungsentwicklung
| Jahr                       | 1962 | 1968 | 1975 | 1982 | 1990 | 1999 | 2005 | 2010 | 2019 |
| -------------------------- | ---- | ---- | ---- | ---- | ---- | ---- | ---- | ---- | ---- |
| Einwohner                  | 1195 | 1261 | 1199 | 1216 | 1331 | 1437 | 1616 | 1745 | 1652 |
| Quellen: Cassini und INSEE |      |      |      |      |      |      |      |      |      |

## Sehenswürdigkeiten
- Église Notre-Dame, Kirche mit Teilen aus dem 15. Jahrhundert – Monument historique[1]

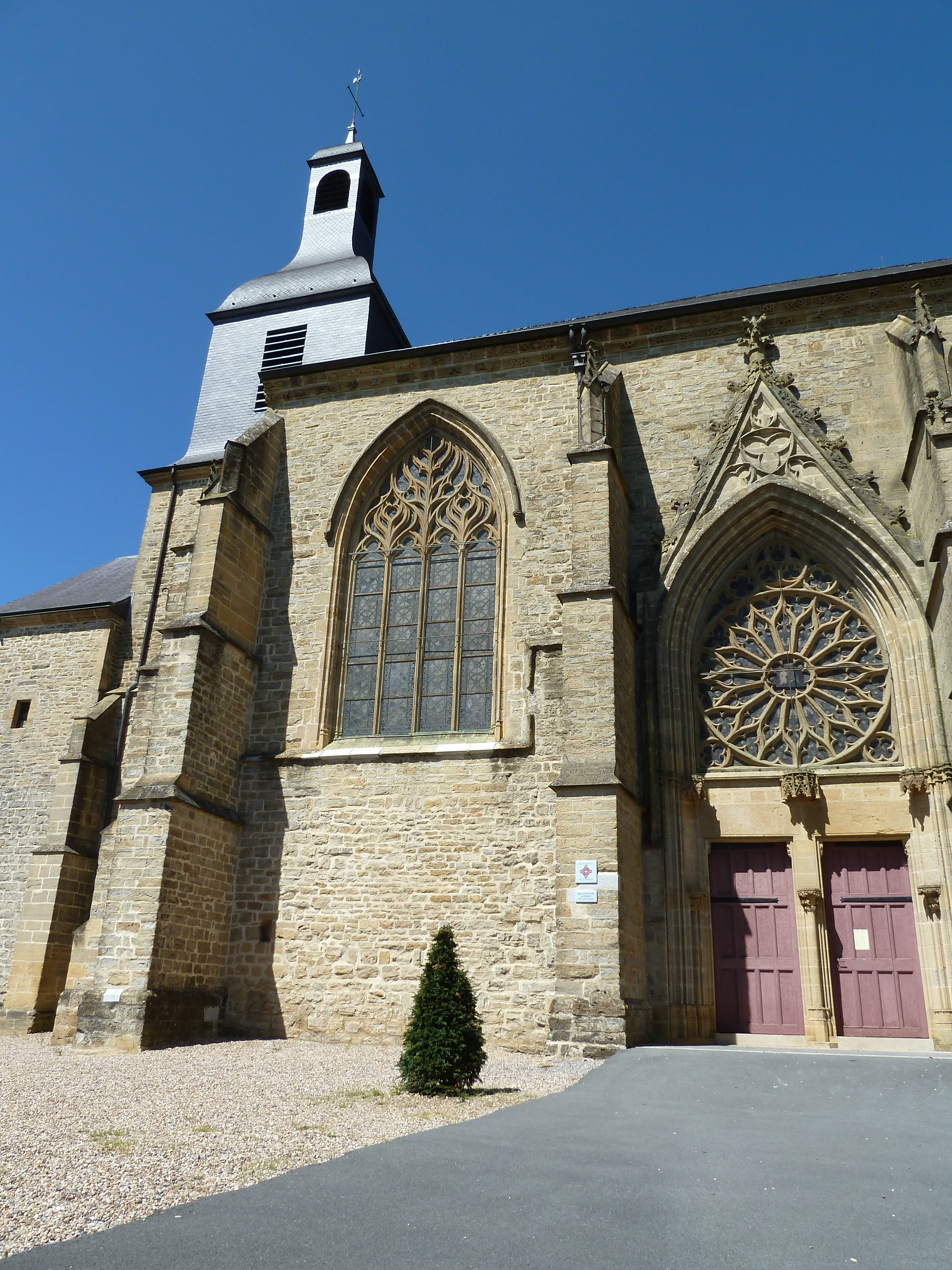
Kirche Notre-Dame